# Transzferábilis rubel
A transzferábilis rubel nemzetközi elszámolási egység volt a Kölcsönös Gazdasági Segítség Tanácsa idején 1964 és 1991 között. Az ezt a pénzeszközt használó felek ebben tartották nyilván kereskedelmi bevételeiket, illetve tartozásaikat. A transzferábilis rubelnek nevével ellentétben nem volt valódi köze az orosz rubelhez, amelytől korabeli árfolyama is jelentősen eltért. A transzferábilis rubel elszámolását a Moszkvában működő Nemzetközi Gazdasági és Együttműködési Bank végezte a nemzeti bankok közreműködésével. A transzferábilis rubelt a KGST-n kívüli országok nem fogadták el hivatalos fizetőeszközként.
Kuba még 2013-ban is 4,2 milliárd transzferábilis rubel adóssággal tartozott hazánk felé, míg Észak-Korea a 815 milliós adósságának nagy részét képező összeg elengedését kérte 2008-ban. Ezen összegek átszámítása a ma forgalomban lévő hivatalos fizetőeszközökre azonban nem történt meg.